# Стимулятор апетиту
Орексигенний засіб, або стимулятор апетиту, — це лікарський засіб, гормон або сполука, яка підвищує апетит і може викликати гіперфагію. Це може бути лікарський засіб або природний нейропептидний гормон, такий як грелін, орексин або нейропептид Y   який посилює почуття голоду і, отже, збільшує споживання їжі. Зазвичай підвищення апетиту вважається небажаним побічним ефектом певних ліків, оскільки воно призводить до небажаного збільшення ваги   , але іноді воно може бути корисним і препарат може бути призначений виключно для цієї мети, особливо коли пацієнт страждає від сильної втрати апетиту або виснаження м’язів через муковісцидоз, анорексію, старість, рак або СНІД.      Є кілька широко використовуваних препаратів, які можуть викликати підвищення апетиту, включаючи трициклічні антидепресанти (ТЦА), тетрациклічні антидепресанти, природні або синтетичні канабіноїди, антигістамінні препарати першого покоління, більшість антипсихотичних засобів і багато стероїдних гормонів. У Сполучених Штатах FDA наразі не схвалила жоден гормон або засіб як орексигенний, за винятком дронабінолу, який отримав дозвіл лише для лікування анорексії, спричинену ВІЛ/СНІДом .

## Список орексигенних засобів
- Інсулін
- Цукри, такі як фруктоза [11]
- Алкогольні напої [12]
- Антагоністи/зворотні агоністи рецепторів 5-HT 2C — міртазапін, оланзапін, кветіапін, амітриптилін, ципрогептадин, луразидон
- Антагоністи Н1 -рецепторів/зворотні агоністи — міртазапін, оланзапін, кветіапін, амітриптилін, ципрогептадин, пізотифен
- Антагоністи дофаміну — галоперидол, хлорпромазин, оланзапін, рисперидон, кветіапін.
- Адренергічні антагоністи: β-блокатори — пропранолол та ін., сальбутамол, флеробутерол, зилпатерол та подібні препарати.

- α2-адренергічні антагоністи — міртазапін, міансерин
- Змішані α1/β блокатори — карведилол
- α2-адренергічні агоністи — клонідин
- Агоністи рецепторів CB1 (канабіноїди — THC/дронабінол (компонент каннабісу), набілон
- Кортикостероїди — дексаметазон, преднізон, гідрокортизон
- Деякі прегненові стероїди — мегестролу ацетат, медроксипрогестерону ацетат
- Анаболічні стероїди — оксандролон, болденон ундециленат, тестостерон
- Інші стероїди, наприклад преднізолон
- Антидіабетичні препарати на основі сульфонілсечовини, такі як глібенкламід, хлорпропамід і толбутамід
- Стабілізатори настрою, такі як літій
- Деякі протиепілептичні препарати, такі як вальпроат, карбамазепін і габапентин [13]
- α2δ ліганди VDCC — габапентин, прегабалін
- Агоністи рецепторів греліну, такі як анаморелін, GHRP-6, ібутаморен, іпаморелін і пралморелін
- Антагоністи рецепторів MC 4
- Бензодіазепіни, такі як діазепам [14]

## Дивіться також
- анорексики
- анорексія
- розлад харчової поведінки
- ожиріння
- органічне порушення живлення
- полідипсія